# Kevin Francis (sciatore)
Kevin Francis (Bend, 13 giugno 1982) è un allenatore di sci alpino ed ex sciatore alpino statunitense.

## Biografia

### Carriera sciistica
Originario di Bend e attivo in gare FIS dal dicembre del 1997, in Nor-Am Cup Francis esordì il 2 aprile 1999 a Mount Bachelor in supergigante (56º) e conquistò il primo podio il 3 gennaio 2003 a Sunday River in slalom gigante (3º). Esordì in Coppa del Mondo il 29 novembre 2003 a Lake Louise in discesa libera (48º); in Nor-Am Cup ottenne tre vittorie, tutte in supergigante: la prima il 28 febbraio 2004 a Big Mountain, l'ultima, nonché ultimo podio, l'11 marzo 2008 a Whiteface Mountain.
In Coppa del Mondo ottenne il miglior piazzamento il 24 gennaio 2009 a Kitzbühel in discesa libera (33º) e prese per l'ultima volta il via il 7 marzo successivo a Kvitfjell nella medesima specialità (45º). Si ritirò al termine della stagione 2010-2011 e la sua ultima gara fu un supergigante FIS disputato il 17 aprile a Mount Bachelor, vinto da Francis; in carriera non prese parte a rassegne olimpiche o iridate.

### Carriera da allenatore
Dopo il ritiro è divenuto allenatore capo dello sci alpino per la Montana State University.

## Palmarès

### Nor-Am Cup
- Miglior piazzamento in classifica generale: 3º nel 2003 e nel 2008
- Vincitore della classifica di supergigante nel 2008
- 10 podi:
  - 3 vittorie
  - 1 secondo posto
  - 6 terzi posti

#### Nor-Am Cup - vittorie
| Data             | Località           | Paese       | Specialità |
| ---------------- | ------------------ | ----------- | ---------- |
| 28 febbraio 2004 | Big Mountain       | Stati Uniti | SG         |
| 10 dicembre 2007 | Panorama           | Canada      | SG         |
| 11 marzo 2008    | Whiteface Mountain | Stati Uniti | SG         |

Legenda:

SG = supergigante

### Campionati statunitensi
- 2 medaglie:
  - 1 oro (supergigante nel 2008)
  - 1 argento (discesa libera nel 2003)